# Lista över Jämtlands runinskrifter
Lista över Jämtlands runinskrifter är en förteckning över kända runristningar i Jämtland förkortat J, deras placering och typ av föremål. Enligt Samnordisk runtextdatabas lär det i nuläget finnas fyra olika runinskrifter i Jämtland.
- Frösöstenen, Frösön, Frösö socken, är den enda, säkert kända runsten som finns i Jämtland. 63°11′0″N 14°37′7″Ö / 63.18333°N 14.61861°Ö
- Stenen i Grönan dal, Åre socken. En nu försvunnen runsten lär ha stått intill en sejte med samma namn i närheten av Skurdalssjön.[källa behövs] 63°21′19″N 12°5′38″Ö / 63.35528°N 12.09389°Ö
- J JLM, medeltida runristning i puts, Hackås kyrka, Hackås socken 62°55′19″N 14°30′16″Ö / 62.92194°N 14.50444°Ö